# Gent-Wevelgem 2012
De wielerwedstrijd Gent-Wevelgem 2012 werd gereden op zondag 25 maart. Voor de eerste maal werd er ook een wedstrijd voor Vrouwen Elite ingericht.  Bij de mannen won Tom Boonen. Bij de vrouwen haalde de Britse Elizabeth Deignan de overwinning.

## Mannen Elite
De 74ste editie van de wielerwedstrijd Gent-Wevelgem werd verreden op 25 maart met start in Deinze en finish in Wevelgem over een afstand van 235 km. De wedstrijd werd gewonnen in de sprint door Tom Boonen, die twee dagen eerder al de zege had behaald in de E3 Harelbeke.

### Parcours
De wedstrijd start in Deinze, om daarna westwaarts naar West-Vlaanderen en de Belgische kust te trekken. Daar buigt het parcours af naar het zuiden naar de Westhoek. Daarna volgt een lusje door Frans-Vlaanderen om dan oostwaarts te trekken, door het West-Vlaams Heuvelland, richting aankomstplaats Wevelgem.

#### Hellingen
In totaal werden 11 hellingen opgenomen in het parcours.
| Nummer | Naam              | Kilometer |
| ------ | ----------------- | --------- |
| 1      | Kasselberg        | 138       |
| 2      | Kasselberg        | 144       |
| 3      | Katsberg          | 162       |
| 4      | Le Vert Mont      | 168       |
| 5      | Vidaigneberg      | 173       |
| 6      | Baneberg          | 174       |
| 7      | Kemmelberg        | 182       |
| 8      | Schomminkelstraat | 187       |
| 9      | Baneberg          | 191       |
| 10     | Kemmelberg        | 199       |
| 11     | Monteberg         | 203       |

### Deelnemende ploegen
Zeven ploegen hebben een wildcard gekregen.
| 18 UCI World Tour-ploegen | 18 UCI World Tour-ploegen | 18 UCI World Tour-ploegen | 7 wildcards                   |
| ------------------------- | ------------------------- | ------------------------- | ----------------------------- |
| AG2R-La Mondiale          | Lampre-ISD                | Sky ProCycling            | Accent.Jobs-Willems Veranda's |
| Astana Pro Team           | Liquigas-Cannondale       | Team Garmin-Sharp         | Cofidis, le crédit en ligne   |
| BMC Racing Team           | Lotto-Belisol             | Team Katjoesja            | Europcar                      |
| Euskaltel-Euskadi         | Omega Pharma-Quick Step   | Team Movistar             | Farnese Vini–Selle Italia     |
| FDJ-BigMat                | Rabobank                  | Saxo Bank-Tinkoff Bank    | Landbouwkrediet-Euphony       |
| Orica-GreenEdge           | RadioShack-Nissan-Trek    | Vacansoleil-DCM           | Project 1T4I-Felt             |
|                           |                           |                           | Topsport Vlaanderen-Mercator  |

### Uitslag

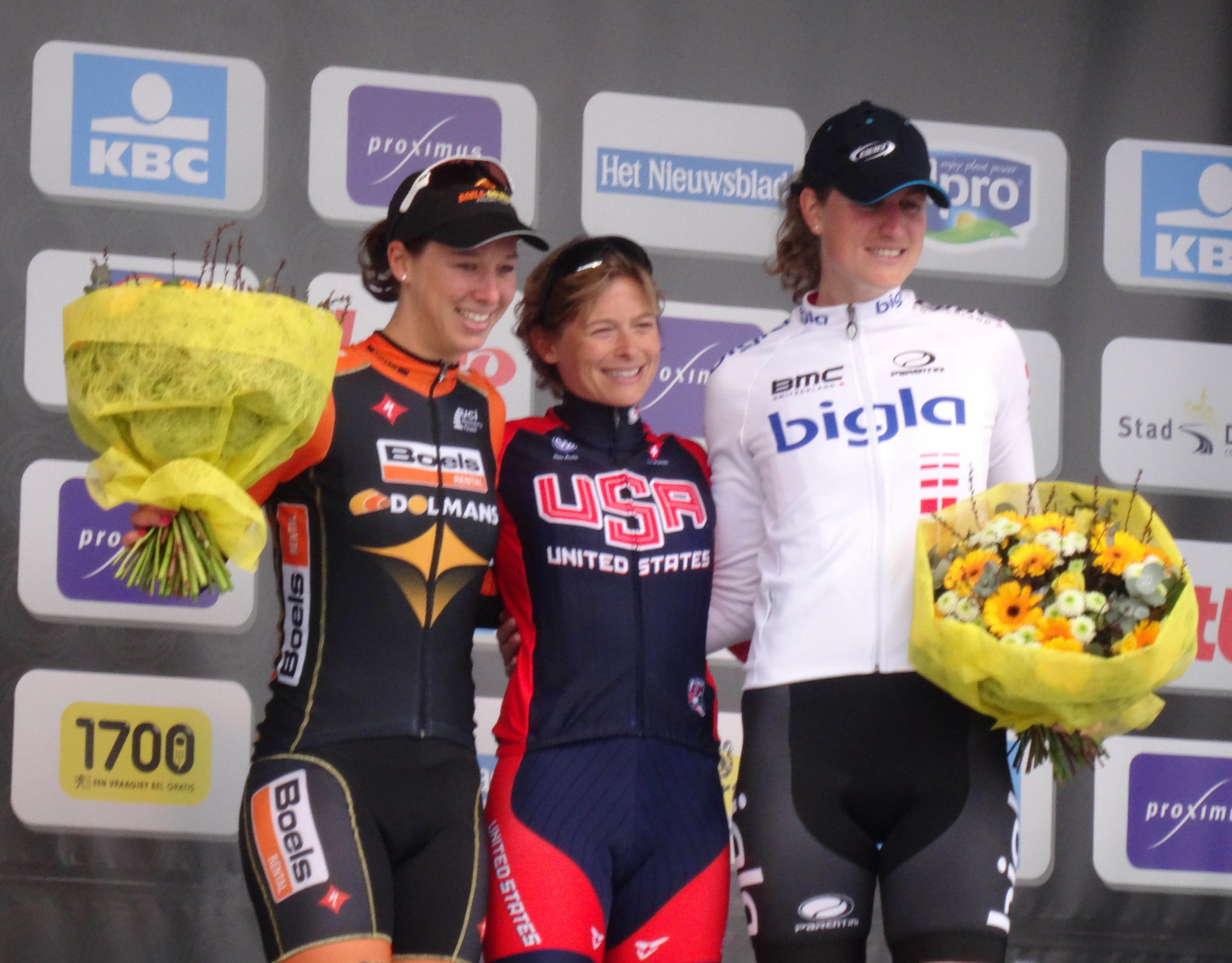
Podium Gent-Wevelgem 2014: Ensing (2e), Hall (1e), Koedooder (3e)

| Gent-Wevelgem 2012 |                      |                           |          |
| Plaats             | Naam                 | Ploeg                     | Tijd     |
| Winnaar            | Tom Boonen           | Omega Pharma-Quick Step   | 5u32'44" |
| 2                  | Peter Sagan          | Liquigas-Cannondale       | z.t.     |
| 3                  | Matti Breschel       | Rabobank                  | z.t.     |
| 4                  | Óscar Freire         | Team Katjoesja            | z.t.     |
| 5                  | Edvald Boasson Hagen | Sky ProCycling            | z.t.     |
| 6                  | Daniele Bennati      | RadioShack-Nissan-Trek    | z.t.     |
| 7                  | Marco Marcato        | Vacansoleil-DCM           | z.t.     |
| 8                  | Steve Chainel        | FDJ-BigMat                | z.t.     |
| 9                  | Filippo Pozzato      | Farnese Vini-Neri Sottoli | z.t.     |
| 10                 | Giovanni Visconti    | Team Movistar             | z.t.     |
|                    |                      |                           |          |
| 26                 | Sebastian Langeveld  | Orica-GreenEDGE           | + 32"    |

## Vrouwen Elite
Dit was de eerste editie van deze wedstrijd bij de vrouwen. De startplaats was Middelkerke. Na 113,7 km bereikten ze Wevelgem. Deze wedstrijd werd ingericht in samenwerking met de VZW Think-Pink die instaat voor de nationale borstkankerpreventie.

### Voornaamste deelnemende ploegen
| Merkenploegen              | Merkenploegen                   |
| -------------------------- | ------------------------------- |
| AA Drink-Leontien.nl       | Skil-Argos                      |
| Boels Dolmans Cycling Team | Rabobank-Liv Woman              |
| Hitec Products             | Lotto Belisol Ladies            |
| Specializd-DPD-SRAM        | Topsport Vlaanderen-Ridley 2012 |

### Uitslag
| Plaats  | Naam                | Ploeg                        | Tijd     |
| ------- | ------------------- | ---------------------------- | -------- |
| Winnaar | Elizabeth Deignan   | AA Drink-Leontien.nl         | 2u49'46" |
| 2       | Iris Slappendel     | Rabobank-Liv Woman           | + 0'51"  |
| 3       | Jessie Daams        | AA Drink-Leontien.nl         | z.t.     |
| 4       | Lise Hafsø Nøstvold | Hitec Products- Mistral Home | z.t.     |
| 5       | Kirsten Wild        | AA Drink-Leontien.nl         | + 0'55"  |
| 6       | Amy Pieters         | Skil-Argos                   | z.t.     |
| 7       | Sarah Düster        | Rabobank-Liv Woman           | z.t.     |
| 8       | Anouska Koster      | Dolmans-Boels Cycling Team   | z.t.     |
| 9       | Janneke Ensing      | Dolmans-Boels Cycling Team   | z.t.     |
| 10      | Lucy Martin         | AA Drink-Leontien.nl         | z.t.     |

1934 · 1935 · 1936 · 1937 · 1938 · 1939 · 1940 · 1941 · 1942 · 1943 · 1944 · 1945 · 1946 · 1947 · 1948 · 1949 · 1950 · 1951 · 1952 · 1953 · 1954 · 1955 · 1956 · 1957 · 1958 · 1959 · 1960 · 1961 · 1962 · 1963 · 1964 · 1965 · 1966 · 1967 · 1968 · 1969 · 1970 · 1971 · 1972 · 1973 · 1974 · 1975 · 1976 · 1977 · 1978 · 1979 · 1980 · 1981 · 1982 · 1983 · 1984 · 1985 · 1986 · 1987 · 1988 · 1989 · 1990 · 1991 · 1992 · 1993 · 1994 · 1995 · 1996 · 1997 · 1998 · 1999 · 2000 · 2001 · 2002 · 2003 · 2004 · 2005 · 2006 · 2007 · 2008 · 2009 · 2010 · 2011 · 2012 · 2013 · 2014 · 2015 · 2016 · 2017 · 2018 · 2019 · 2020 · 2021 · 2022 · 2023 · 2024
Lijst van beklimmingen
 Tour Down Under · 
 Parijs-Nice · 
 Tirreno-Adriatico · 
 Milaan-San Remo · 
 Ronde van Catalonië · 
 E3 Harelbeke · 
 Gent-Wevelgem · 
 Ronde van Vlaanderen · 
 Ronde van het Baskenland · 
 Parijs-Roubaix · 
 Amstel Gold Race · 
 Waalse Pijl · 
 Luik-Bastenaken-Luik · 
 Ronde van Romandië · 
 Ronde van Italië · 
 Critérium du Dauphiné · 
 Ronde van Zwitserland · 
 Ronde van Frankrijk · 
 Ronde van Polen · 
  Eneco Tour · 
 Clásica San Sebastián · 
 Ronde van Spanje · 
 Vattenfall Cyclassics · 
 GP Ouest France-Plouay · 
 Grote Prijs van Quebec · 
 Grote Prijs van Montreal · 
 UCI Ploegentijdrit · 
 Ronde van Lombardije · 
 Ronde van Peking
1. ↑  "Gent-Wevelgem deelt zeven wildcards uit" Wielerland.nl, 18 januari 2012